# Frank Paul Sylos
Frank Paul Sylos, auch als Frank Sylos und F. Paul Sylos geführt, (* 12. Oktober 1900 in New York City, Vereinigte Staaten; † 16. April 1976 in Los Angeles, Kalifornien) war ein US-amerikanischer Filmarchitekt, der in knapp vier Jahrzehnten rund 200 Hollywood-Filme szenenbildnerisch betreute.

## Leben
Der im New Yorker Stadtteil Brooklyn geborene Frank Sylos besuchte die Yale University und erhielt seine künstlerische Ausbildung in den Bereichen Kunst und Grafik. Als Gebrauchsgrafiker gestaltete er nach seinem Studienabschluss die Covers des Liberty-Magazins und von einigen Blättern der Macfadden Publications. Recht spät, erst im Jahre 1935, stieß Sylos in Hollywood zur Filmarchitektur und gestaltete für zunächst kleine Produktionsfirmen die Dekorationen zu Billigfilmchen der unterschiedlichsten Art.
Sylos blieb bis 1972 überwiegend der Kulissenbauer für B-Film-Produktionen, im Laufe der 1940er Jahre kamen auch Aufträge für die optische Gestaltung höher budgetierter und ambitionierterer Filme hinzu. Dazu zählen vor allem zwei Adaptionen von Vorlagen Somerset Maughams: Der Besessene von Tahiti aus dem Jahre 1942 und Die Privataffären des Bel Ami von 1946, beides Inszenierungen aus der Hand von Albert Lewin und jeweils mit George Sanders in der Hauptrolle. 1948 zeichnete Sylos überdies für die Bauten zu Max Ophüls’ düsterem Ehedrama Gefangen verantwortlich. Seine Dekorationen zu dem Hypnosekrimi Im Dunkel der Nacht (1956) konnten „Anleihen beim deutschen Filmexpressionismus der 20er Jahre“ nicht verhehlen.
In späteren Jahren wirkte der Filmarchitekt an Western wie an Melodramen, an Krimis wie an Komödien, an Rachethrillern wie an Kriegsfilmen und Horrorgeschichten mit. 1972 entwarf Frank Sylos seine letzten Filmbauten, danach zog er sich ins Privatleben zurück. Sylos hat auch hin und wieder Folgen einzelner Fernsehreihen bzw. -serien ausgestattet, von 1954 bis 1960 war er als Szenenbildner an 40 Episoden der populären Loretta Young Show beteiligt; für eine der Folgen erhielt er 1959 eine Nominierung für den Primetime Emmy.

## Filmografie
als Chefarchitekt nur bei Kinofilmen
- 1935: Just My Luck
- 1936: The Glory Trail
- 1936: Daniel Boone
- 1936: Yellow Cargo
- 1937: Navy Spy
- 1937: The Gold Racket
- 1937: Hollywood Cowboy
- 1937: Windjammer
- 1937: Bank Alarm
- 1938: Spirit of Youth
- 1938: Prison Train
- 1938: King of the Sierras
- 1938: Sunset Murder Case
- 1939: The Mad Empress
- 1939: La inmaculada
- 1941: South of Panama
- 1941: Power Dive
- 1941: Paper Bullets
- 1941/45: I Was a Criminal
- 1942: Torpedo Boat
- 1942: Isle of Missing Men
- 1942: Wildcat
- 1942: Der Besessene von Tahiti (The Moon and Sixpence)
- 1942: Wrecking Crew
- 1943: Submarine Alert
- 1943: Alaska Highway
- 1943: Corregidor
- 1943: Hi Diddle Diddle
- 1944: Timber Queen
- 1944: The Navy Way
- 1944: Double Exposure
- 1945: The Great Flamarion
- 1945: High Powered
- 1945: Jagd auf Dillinger (Dillinger)
- 1945: Jealousy
- 1946: Tokyo Rose
- 1946: Fear
- 1946: Der Todesreifen (Suspense)
- 1946: Ein eleganter Gauner (A Scandal in Paris)
- 1946: Swamp Fire
- 1946: Big Town
- 1947: Die Privataffären des Bel Ami (The Private Affairs of Bel Ami)
- 1947: Ku Klux Klan – Banditen in Maske (The Burning Cross)
- 1947: Killer Dill
- 1947: Adventure Island
- 1947: Achtung, Küstenpolizei (Dragnet)
- 1948: Der Rächer der Todesschlucht (Albuquerque)
- 1948: Ohne Erbarmen (Ruthless)
- 1948: The Babe Ruth Story
- 1948: Das ist also New York (So This is New York)
- 1948: Shaggy
- 1948: Bungalow 13
- 1948: Gefangen (Caught)
- 1949: Grand Canyon
- 1949: Rotes Licht (Red Light)
- 1949: Cowboy-Gangster (Tough Assignment)
- 1950: Die Rückkehr von Jesse James (The Return of Jesse James)
- 1950: Der Baron von Arizona (The Baron of Arizona)
- 1950: Motor Patrol
- 1950: Gangster von Chicago (Hi-Jacked)
- 1950: Second Chance
- 1951: Die Braut des Gorilla (Bride of the Gorilla)
- 1951: Trommeln der Wildnis (Savage Drums)
- 1951: Tödliche Pfeile (Little Big Horn)
- 1951: … jetzt wird abgerechnet (The Bushwackers)
- 1951: Mädchen im Geheimdienst (FBI Girl)
- 1951: Trommeln im tiefen Süden (Drums in the Deep South)
- 1952: Tolle Texasgirls (Outlaw Women)
- 1952: Das Tor zur Hölle (Hellgate)
- 1953: Sins of Jezebel
- 1953: Taxi 539 antwortet nicht (99 River Street)
- 1953: Spur in die Wüste (The Steel Lady)
- 1954: Der wahnsinnige Zauberkünstler (The Mad Magician)
- 1954: Karawane westwärts (Southwest Passage)
- 1954: Der Attentäter (Suddenly)
- 1954: Verrat am Khyber-Paß (Khyber Patrol)
- 1955: Unbesiegt (Top Gun)
- 1956: Im Dunkel der Nacht (Nightmare)
- 1956: The Boss
- 1957: Tag ohne Ende (Men in War)
- 1957: Steig aus bei 43.000! (Bail Out at 43.000)
- 1961: The Sergeant Was a Lady
- 1963: The Madman of Mandoras
- 1964: Aufstand in Arizona (Apache Rifles)
- 1965: Entscheidung am Big Horn (The Great Sioux Massacre)
- 1965: Völlig falsch verbunden (Boy, Did I Get a Wrong Number?)
- 1966: Billy the Kid vs. Dracula
- 1966: Jesse James Meets Frankenstein’s Daughter
- 1967: The Violent Ones
- 1968: Pulver und Blei (Heaven With a Gun)
- 1969: Tote Bienen singen nicht (Flare Up)
- 1970: The Christine Jorgenson Story
- 1971: Honky
- 1972: Horror-Attack (Necromancy)
- 1972: Die Rache ist mein (Rage)
- 1973: Hex – Dimensionen der Furcht (Hex)

## Weblink
- Frank Paul Sylos bei IMDb